# Nous Autres
Nous Autres è un album dal vivo del chitarrista, compositore e improvvisatore inglese Fred Frith e del chitarrista e polistrumentista René Lussier. Venne registrato nell'ottobre del 1986 al quarto Festival International de Musique Actuelle de Victoriaville di Victoriaville, Québec, con sovraincisioni di materiale in studio di Frith e Lussier realizzato a dicembre 1986. L'album fu pubblicato su CD nel 1992 con quattro tracce in studio aggiuntive registrate da Frith e Lussier nel gennaio di quell'anno a New York City.
Tre ospiti, Tenko Ueno, Geneviève Letarte e Christoph Anders, cantano in quattro brani rispettivamente in giapponese, francese e tedesco.
| Recensione | Giudizio |
| ---------- | -------- |
| AllMusic   | [ 2 ]    |

## Trecce

### LP
Lato A
1. Cage de Verre (Lussier) – 3:38
2. The Same Wide Wall (Frith)  – 3:19
3. Ketsui (Determination) (Frith, Lussier, Ueno) – 5:02
4. Plaisirs Instantanés (Lussier) – 2:52
5. Iceberg (Lussier, Letarte) – 6:03
6. Solo en Ré Mineur (Frith)  – 1:26

Lato B
1. De Mémoire (Lussier) – 1:33
2. Two Squares and Three Circles (Frith, Lussier, Cora) – 6:29
3. Cage de Fer (Frith) – 2:08
4. J'Aime la Musique (Lussier, Anders) – 5:00
5. Domaine Revisited (Frith, Letarte) – 3:41
6. Riaville Bump (Lussier, Morton) – 2:14

### CD
1. Cage de Verre (Lussier) – 3:38
2. The Same Wide Wall (Frith) – 3:19
3. Vinegar Minutes (Frith, Lussier) – 1:42 *
4. Ketsui (Determination) (Frith, Lussier, Ueno) – 5:02
5. Plaisirs Instantanés (Lussier)  – 2:52
6. Fun in America (Frith, Lussier) – 2:12 *
7. Iceberg (Lussier, Letarte) – 6:03
8. Solo en Ré Mineur (Frith) – 1:26
9. De Mémoire (Lussier) – 1:33
10. Two Squares and Three Circles (Frith, Lussier, Cora) – 6:29
11. Assuming They're Human (Frith, Lussier) – 2:49 *
12. Cage de Fer (Frith) – 2:08
13. J'aime la Musique (Lussier, Anders) – 5:00
14. Une Poignée de Clous (Frith, Lussier) – 1:53 *
15. Domaine Revisited (Frith, Letarte) – 3:41
16. Riaville Bump (Lussier, Morton) – 2:14

* Tracce bonus.

## Formazione
- Fred Frith – chitarra elettrica, basso elettrico, batteria, violino, pianoforte, canto, rhythmbox
- René Lussier – chitarra elettrica, basso elettrico, percussioni, canto, nastri

### Ospiti
- Chris Cutler – percussioni (martello, bastoncini e barattoli di vernice) su Cage de Verre
- Tenko Ueno – voice (giapponese) su Ketsui
- Geneviève Letarte – voice (francese) su Iceberg and Domaine Revisited
- Christoph Anders – voice (tedesco) e nastri su J'aime la Musique